# Астроинформатика

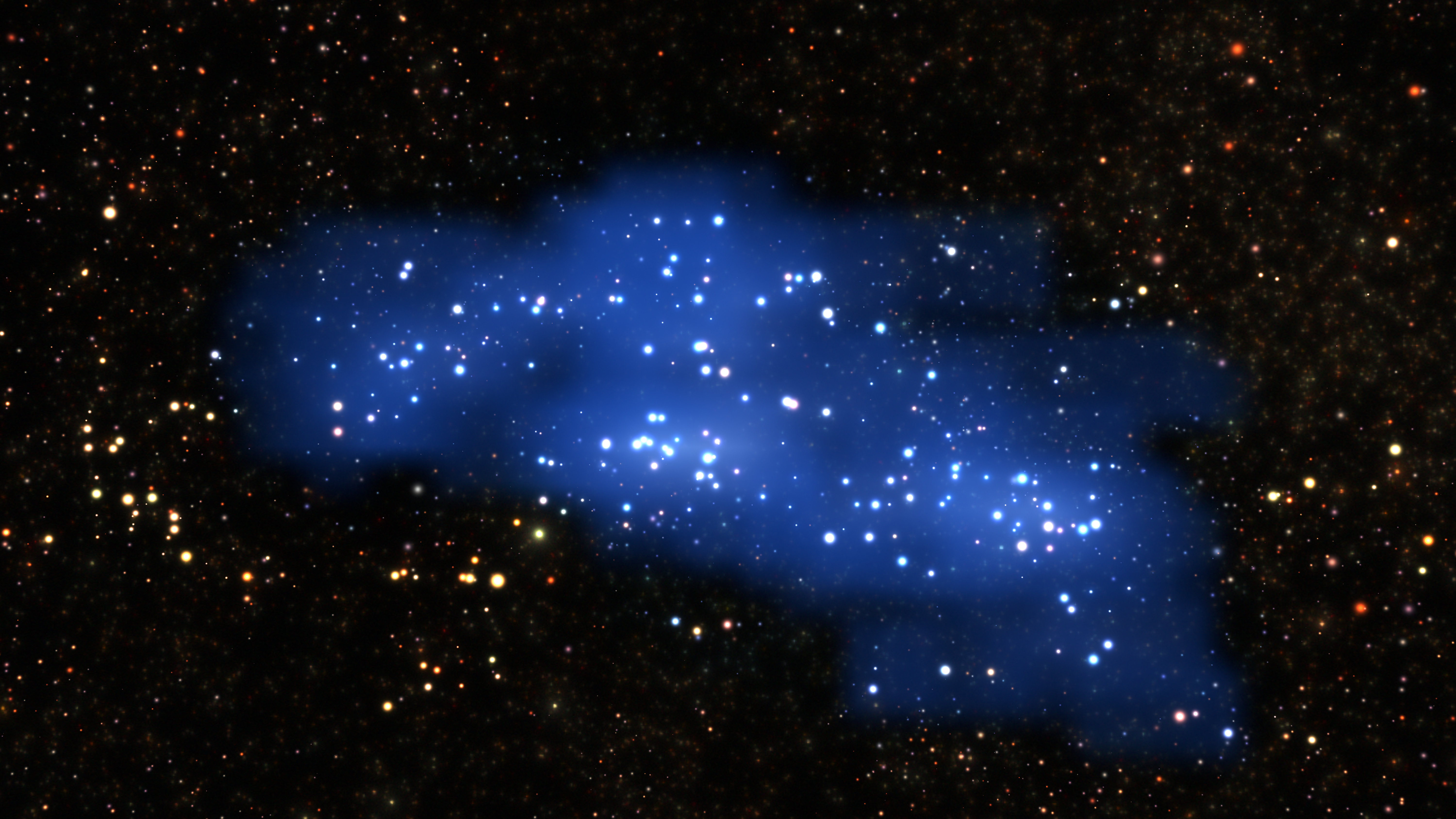
Протосверхскопление Гипериона было обнаружено в результате изучения архивных данных

Астроинформатика — междисциплинарная наука на стыке астрономии, науки о данных, машинного обучения, информатики и информационных/коммуникационных технологий.

## Описание
Астроинформатика посвящена применению достижений (например, разработка инструментов и методов) вычислительных наук, науки о данных, машинного обучения и статистики для проведения исследований и преподавания в области астрономии, ориентированной на данные Первые шаги в этом направлении, сделанные в рамках инициатив астрономической виртуальной обсерватории, включали следующее: обнаружение данных, разработку стандартов для метаданных, моделирование данных, разработку словаря астрономических данных, доступ к данным, поиск информации, интеграцию данных и добычу данных. Планы по дальнейшему развитию дисциплины, встретившие одобрение астрономического сообщества, были представлены Национальному исследовательскому совету (США) в 2009 году в программном документе «Состояние профессии», опубликованном в Десятилетнем обзоре по астрономии и астрофизики 2010 года. Этот программный документ послужил основой для последующего более подробного описания астроинформатики в статье журнала «Информатика» «Астроинформатика: исследования и преподавание в области астрономии, ориентированные на данные».
Астроинформатика как отдельная область исследований была вдохновлена результатами биоинформатики и геоинформатики, а также методологией eScience Джима Грея из Microsoft Research, чье наследие было сохранено и продолжено благодаря премии Jim Gray eScience Awards.
Астроинформатика в своей работе, главным образом, использует большую коллекцию цифровых баз данных со всего мира, архивы изображений и исследовательские инструменты. Но также она признает важность исторических данных, применяя современные технологии для их сохранения и анализа. Некоторые практики астроинформатики помогают оцифровывать исторические астрономические наблюдения и изображения, собирая их в большой базе данных, предоставляющей поиск через веб-интерфейс. Другая цель — помощь в разработке новых методов и программного обеспечения для астрономов, помощь в обработке и анализе быстро растущего объема астрономических данных.
Астроинформатику называют «четвертой парадигмой» (1 — эмпирическая, 2 — теоретическая, 3 — вычислительная и 4 — ориентированная на данные) проведения астрономических исследований. Астроинформатика задействует различные методы из таких областей, как добыча данных, машинное обучение, статистика, визуализация, управление научными данными и семантика. Особенно важную роль играют добыча данных и машинное обучение, поскольку их целью является «обнаружение знаний на основе данных» (KDD) и «обучение на основе данных».
Объем данных, собранных в результате астрономических наблюдений неба, за 2010-е годы вырос с гигабайтов до терабайтов и, по прогнозам, в 2020-х он еще вырастет до сотен петабайт благодаря работе Большого обзорного телескопа и до эксабайтов с помощью радиотелескопа Square Kilometre Array. Обилие новых данных с одной стороны позволяет проводить результативные исследования, а с другой является вызовом, требующим новые подходы по их обработке. Отчасти благодаря этому наука, основанная на данных, становится признанной академической дисциплиной. Поэтому в рамках астрономии (и других научных дисциплин) развиваются наукоемкие, основанные на больших объемах данных направления, притом сами они теперь становятся (или уже стали) самостоятельными научными дисциплинами и полноценными академическими программами. Хотя в большинстве учебных заведений нет программ по астроинформатике, они, скорее всего, появятся в ближайшем будущем.
Информатику определяют как «использование цифровых данных, информации и связанных с ними услуг для проведения исследований и получения знаний», распространенное определение — «информатика — это дисциплина об организации, доступе, объединении и извлечения данных из множества источников для получения знаний и поддержки принятия решений». Поэтому астроинформатика включает множество естественно связанных с информатикой направлений, таких как моделирование данных, организацию данных и т. д., методы преобразования и нормализации для объединения данных и визуализации информации, извлечение знаний, методы индексации, методы поиска информации и добычи данных. Астроинформатика активно задействует системы классификации (например, таксономию, онтологию, фолксономию, совместную разметку данных), астростатистику. Гражданские научные проекты, такие как Galaxy Zoo, также вносят ценный вклад в открытие нового, используют мета-разметку и характеризацию (описание) объектов в больших массивов астрономических данных. Все эти направления позволяют совершать научные открытия на основе самых разных больших коллекций данных, помогают совместному проведения исследований и переиспользованию данных как для исследований, так и для преподавания.
В 2012 году Совету Американского астрономического общества были представлены два программных документа, в результате были созданы официальные рабочие группы по астроинформатике и астростатистике для профессии астрономии в США и других странах.
Астроинформатика обеспечивает естественный контекст для интеграции образования и исследований. Опыт проведения исследований за счет легкого повторного использования данных теперь может быть перенесен в класс, что позволяет развить навыки по работе с данными. У него также есть много других применений, таких как переиспользование архивных данных для новых проектов, установление ссылок литература-данные, интеллектуальный поиск информации и многое другое.

## Конференции
| Год     | Место                                                                  | Ссылка                                                |
| ------- | ---------------------------------------------------------------------- | ----------------------------------------------------- |
| 2019 г. | Калтех                                                                 | Архивная копия от 8 февраля 2020 на Wayback Machine   |
| 2018 г. | Гейдельберг, Германия                                                  | Архивная копия от 17 января 2021 на Wayback Machine   |
| 2017 г. | Кейптаун, Южная Африка                                                 |                                                       |
| 2016 г. | Сорренто, Италия                                                       | Архивная копия от 17 мая 2016 на Wayback Machine      |
| 2015 г. | Дубровник, Далмация                                                    | Архивная копия от 27 сентября 2020 на Wayback Machine |
| 2014 г. | Университет Чили                                                       | Архивная копия от 6 февраля 2015 на Wayback Machine   |
| 2013    | Австралийское национальное агентство телескопических наблюдений, CSIRO | Архивная копия от 23 ноября 2020 на Wayback Machine   |
| 2012 г. | Microsoft Research                                                     | Архивная копия от 22 октября 2018 на Wayback Machine  |
| 2011 г. | Сорренто, Италия                                                       |                                                       |
| 2010 г. | Калтех                                                                 | Архивная копия от 22 октября 2018 на Wayback Machine  |

Дополнительные конференции и списки:
| Название                                                                                            | Ссылка                                                |
| --------------------------------------------------------------------------------------------------- | ----------------------------------------------------- |
| Конференция 2019 по большим данным из космоса                                                       | Архивная копия от 19 декабря 2021 на Wayback Machine  |
| Большой список конференций портала астростатистики и астроинформатики (ASAIP)                       | Архивная копия от 21 сентября 2020 на Wayback Machine |
| Ежегодные конференции по программному обеспечению и системам анализа астрономических данных (ADASS) | Архивная копия от 12 декабря 2020 на Wayback Machine  |